# Ensemble de danse folklorique Igor Moïsseïev
L'Ensemble académique d'État de danse folklorique Igor Moïsseïev (en russe : Государственный академический ансамбль народного танца имени Игоря Моисеева ou ГААНТ) est une compagnie de danse créée en 1937 par le chorégraphe et maître de ballet Igor Moïsseïev. Il s'agit de la première compagnie de danse professionnelle dont le répertoire est entièrement consacré aux danses folkloriques du monde et à leur vulgarisation.

## Genèse

### Développement de la danse folklorique
La première école de danse apparaît dans l'Empire russe en 1738. Tournée vers les danses étrangères, elle tend à évincer peu à peu, dans les villes et grandes bourgades, les danses folkloriques, péjorativement qualifiées de paysannes. Pour remédier à cette situation, une classe de danse traditionnelle, ou danse de caractère, ouvre en 1891, première de son genre. Les détails des éléments folkloriques y sont mis en valeur en acquérant la précision et la minutie que l'on retrouve en danse classique. Avec l'avènement de la troupe d'Igor Moïsseïev, les danses folkloriques deviennent les prototypes à partir desquels développer des chorégraphies originales.

### Arrivée de Moïsseïev
En 1920, âgé de 14 ans, Igor est conduit par son père au studio ballet de Vera Massolova, ancienne ballerine du Bolchoï. Le père estime que la danse doit favorablement influer sur la personnalité de son fils, lui donner de la prestance et lui apprendre à bien se tenir, en échappant aux mauvaises influences de la rue. Trois mois plus tard, Vera Massolova recommande son élève au directeur de l'Académie du Ballet du Bolchoï et presse celui-ci d'assurer l'apprentissage du jeune garçon. L'examen d'entrée réussi, il est inscrit aux cours du célèbre ballet.
Après sa formation, Moïsseïev devient naturellement danseur du Bolchoï. Il a 18 ans. Il passe maître de ballet à 24 ans et dirige déjà plusieurs concerts. À la suite d'un changement de direction, Elena Malinovskaïa, nouvelle directrice du théâtre, s'indigne du fait que le maître de ballet puisse être si jeune, ce poste incombant normalement à des danseurs très expérimentés et ayant généralement déjà quitté la scène. Moïsseïev ne perd pas son poste mais il lui est interdit de mettre en scène de nouvelles danses. Il passe sous la direction de Rostislav Zakharov, nommé maître de ballet principal. Zakharov voit en Moïsseïev un sérieux concurrent, ce qui rend la relation entre les deux hommes très conflictuelle,.
En 1936, le président du Comité des affaires artistiques, Platon Kerjentsev, commande un rapport sur les problématiques auxquelles est confronté le ballet et sur ses perspectives. La tâche est confiée à Moïsseïev qui lui présente les difficultés de travail au théâtre, et lui soumet aussi ses idées sur la promotion des danses folkloriques. Kerjentsev s'engage à transmettre la proposition au président du Conseil des commissaires du peuple de l'URSS, poste alors occupé par Viatcheslav Molotov. L'idée est approuvée et, la même année, Igor Moïsseïev est nommé directeur du département chorégraphie du tout nouveau Théâtre d'art populaire. Il organise le Festival des danses folkloriques de toute l'Union, qui réunit à Moscou les meilleurs représentants, dans le domaine de la danse, du folklore des peuples de l'URSS. Le franc succès de la manifestation conforte Moïsseïev dans l'idée de créer une société qui fera la promotion de cet art, ce sera l'Ensemble d'État de danse folklorique de l'URSS (en russe : Государственный ансамбль народного танца СССР ou ГАНТ),.

## Histoire

### Création de l'ensemble
Pour assurer pleinement ses nouvelles fonctions, Igor Moïsseïev démissionne de ses différents postes au sein du théâtre du Bolchoï et de son école. Les danseurs les plus talentueux, repérés lors du festival, sont invités à rejoindre le nouvel ensemble. La première tâche de celui-ci, dans son objectif de vulgarisation, est de collecter et fixer, à l'aide d'annotations et de croquis, les spécificités de chaque danse, musique, rite, des multiples folklores. Ces collectes sont réalisées au cours d'expéditions effectuées sur l'ensemble du territoire,.

« Les danses folkloriques naissent, dans chaque peuple, suivant les mêmes lois qui régissent la naissance des langues de ces peuples. C'est, par essence, l'authentique manifestation d'un art. Pourquoi personne n'a pu le comprendre auparavant, je l'ignore. Il se trouve que je l'ai compris avant les autres, et j'ai décidé de dévoiler et mettre en évidence la danse folklorique comme système national, comme langue nationale. »

— Igor Moïsseïev.
Des musiciens, folkloristes, historiens, musicologues sont consultés afin de reproduire précisément les éléments d'une danse, et, lors du processus de création, la musique classique, le théâtre, la dramaturgie et la scénographie sont largement utilisés pour en amplifier l'expression. Igor Moïsseïev maintient un haut niveau de professionnalisme chez tous ses danseurs, sans distinguer d'étoiles, ce qui permet à tous d'interpréter tous les rôles.
L'ensemble est officiellement créé le 10 février 1937, date de la première répétition du groupe. Le premier spectacle est donné le 29 août de la même année, au Théâtre Ermitage de Moscou. La troupe est alors composée d'un petit orchestre d'instruments traditionnels et de trente danseurs.
À partir de 1938, l'ensemble se produit régulièrement lors des réceptions données au Kremlin. En fait, Joseph Staline compte parmi les premiers admirateurs du travail d'Igor Moïsseïev depuis que l'équipe de ce dernier a remporté un concours qui l'opposait à l'Institut Staline de culture physique. Igor Moïsseïev ne sera cependant jamais membre du parti communiste, refusant à 18 reprises de prendre sa carte. On pensait alors que seules les personnes membres du parti pouvaient diriger une troupe.
Dans les années 1940, à l'occasion d'une autre réception, Staline s'enquiert de l'installation de l'ensemble qui ne dispose pas de locaux fixes pour ses répétitions. Celles-ci s'effectuent parfois dans les escaliers du Bolchoï. Sur la remarque de Staline, Moïsseïev installe l'ensemble dans un immeuble délabré, l'ancien théâtre d'État Vsevolod Meyerhold et actuelle salle de concert Piotr Ilitch Tchaïkovski. Meyerhold est victime de la grande terreur. Trois mois plus tard le bâtiment est rénové, l'ensemble a des locaux permanents pour répéter.

### La Grande Guerre patriotique
Au début de la Grande Guerre patriotique, Igor Moïsseïev propose de prendre la parole pour encourager les combattants sur le front mais cela lui est refusé. L'ensemble est évacué dans la région de Sverdlovsk où il se produit dans les usines délaissées. Même si de nombreux danseurs sont envoyés combattre, les spectacles ne sont pas annulés et l'on peut parfois compter jusqu'à trois représentations dans une journée. Pour remédier au problème d'effectifs, Igor Moïsseïev décide de créer la première école professionnelle de danse folklorique du pays. L'ensemble se produit en Sibérie, Transbaïkalie, dans l'Extrême-Orient, en Mongolie. Plusieurs numéros sont créés qui sont inclus dans le répertoire permanent : La Grande suite navale (en russe : Большая флотская сюита), La Suite russe (en russe : Русская сюита) et d'autres. Grâce à l'argent gagné durant les tournées – 1,5 million de roubles – il construit la « machine de guerre » que constitue l'Ensemble d'État de danse folklorique de l'URSS,,.
L'école de danse folklorique est ouverte en 1943, après le retour de la compagnie dans la capitale. Ses diplômés obtiennent des emplois dans l'ensemble mais aussi dans d'autres troupes de danse.

### L'après-guerre
Le pic de popularité de la compagnie de danse est atteint pendant les années d'après-guerre. L'Ensemble d'État de danse folklorique devient la carte de visite de l'URSS, première compagnie du pays à effectuer des tournées dans plus de 60 pays dans le monde : elle est en 1945 en Finlande, en 1954 en Chine, en 1955 en France et Grande-Bretagne, en 1956 au Liban, en Égypte et en Syrie. En 1958 l'ensemble se rend aux États-Unis, en 1963 en Amérique du Sud et en 1974 en Inde. Les spectacles ont contribué à l'établissement de relations constructives entre les états. Elles ont même influencé la mode : après la tournée en France, en 1955, les françaises ont commencé à porter les bottes cosaques du « kazatchok »,,,. Chaque année les tournées durent jusqu'à neuf mois, entre les représentations nationales et internationales.
En 1965, la compagnie se voit attribuer le titre d'« Ensemble académique » pour son spectacle La Route vers la danse (en russe : Дорога к танцу). En 1987, elle est récipiendaire de l'Ordre de l'Amitié des peuples. En 1989, la tournée en Israël est l'occasion pour l'URSS et l'État d'Israël de nouer des relations diplomatiques.

## De nos jours
Igor Moïsseïev travaille jusqu'à ses derniers jours. Il donne ses dernières recommandations depuis son lit d'hôpital, après avoir visionné les enregistrements vidéo des répétitions. Il décède le 2 novembre 2007, deux mois avant d'atteindre ses 102 ans.
En plus de 70 ans d'activité, Igor Moïsseïev a créé environ 300 œuvres. Il déclare : « Durant son existence, l'ensemble a eu des circonstances favorables : il a très vite été reconnu et n'a pas connu d'échecs durant des décennies ». L'ensemble porte le nom de son directeur artistique depuis le décès de celui-ci,.
Il poursuit son activité et continue à se produire en Russie et à l'étranger,. En 2011, le ballet reçoit le prix italien de chorégraphie Anita Bucchi, ainsi que la Médaille des Cinq continents par l'UNESCO,.
Depuis 2011, le poste de directeur artistique et directeur de la compagnie est occupé par Elena Chtcherbakova. En 2012, l'ensemble travaille avec sa septième génération de danseurs et danseuses. Il compte 90 artistes de ballet et un orchestre de 32 musiciens. Le répertoire de l'ensemble a dépassé les 300 chorégraphies originales,. En 2015, l'ensemble obtient le statut d'« Objet particulièrement précieux du patrimoine culturel Russe ». Pour son 80e anniversaire, il propose un programme composé des œuvres dirigées par Igor Moïsseïev. Une exposition est également organisée qui présente des costumes, des manuscrits inédits, des photographies d'époque des membres de l'ensemble, un inventaire des dons reçus entre les années 1939 et 1948, etc..
En 2018, Elena Chtcherbakova est récompensée de l'Ordre du Mérite pour la Patrie, membre de 4e classe.

## Hommage au ballet
|                               |
| Danse russe L'Été (la ronde). |

|                                                 |
| Ballet À la patinoire (musique Johann Strauss). |

|                                 |
| Danse ukrainienne Gopak (saut). |

|                |
| Danse tsigane. |

|                                         |
| Danse adjare Khorumi (avec tambourins). |

## Répertoire

### Les cycles
| Cycles             | Danses                                     | Années | Sur YouTube |
| ------------------ | ------------------------------------------ | ------ | ----------- |
| Картинки прошлого  | Подмосковная лирика                        | 1938   |             |
| Картинки прошлого  | Полька-красотка с фигурами и комплиментами | 1939   |             |
| Картинки прошлого  | Воскресенье                                | 1942   |             |
| Картинки прошлого  | Трепак                                     | 1943   |             |
| Картинки прошлого  | Сюита старинных русских танцев             | 1943   |             |
| Картинки прошлого  | Городская фабричная кадриль                | 1945   |             |
| Картинки прошлого  | Старинная городская кадриль                |        |             |
| Картинки прошлого  | По дворам                                  | 1948   |             |
| Картинки прошлого  | Скоморошьи игрища                          | 1966   |             |
| Картинки прошлого  | Еврейская сюита «Семейные радости»         | 1994   |             |
| Советские картинки | Красноармейская пляска                     | 1937   |             |
| Советские картинки | Колхозная улица                            | 1940   |             |
| Советские картинки | Флотская сюита «День на корабле»           | 1942   |             |
| Советские картинки | Футбол                                     | 1948   |             |
| Советские картинки | Два Первомая                               | 1948   |             |
| Советские картинки | Партизаны                                  | 1950   |             |
| Советские картинки | Призывники                                 | 1959   |             |
| Советские картинки | На катке                                   | 1959   |             |
| Советские картинки | Праздник труда                             | 1976   |             |

### Les danses
| Origine                      | Pays ou peuple       | Nom                                       | Année     | Sur YouTube |
| ---------------------------- | -------------------- | ----------------------------------------- | --------- | ----------- |
| Адыгский танец               | Adyguée              | Тляпатет                                  |           |             |
| Азербайджанские танцы        | Azerbaïdjan          | Возгалы                                   | 1937      |             |
| Азербайджанские танцы        | Azerbaïdjan          | Таракяма                                  | 1938      |             |
| Азербайджанские танцы        | Azerbaïdjan          | Свидание                                  | 1939      |             |
| Азербайджанские танцы        | Azerbaïdjan          | Газахи                                    | 1939      |             |
| Азербайджанские танцы        | Azerbaïdjan          | Десмолы                                   | 1941      |             |
| Азербайджанские танцы        | Azerbaïdjan          | Чабаны                                    | 1959      |             |
| Аргентинские танцы           | Argentine            | В таверне Родригес Пенья                  | 1963-1965 |             |
| Аргентинские танцы           | Argentine            | Гаучо                                     | 1967      |             |
| Аргентинские танцы           | Argentine            | Маламбо                                   | 1986      |             |
| Аргентинские танцы           | Argentine            | Аргентинское танго                        |           |             |
| Армянский танец              | Arménie              | Мирчаи                                    | 1938      |             |
| Армяно-курдская сюита танцев | Arménie - Kurdistan  | Майнуки                                   | 1937      |             |
| Армяно-курдская сюита танцев | Arménie - Kurdistan  | Керцы                                     | 1937      |             |
| Армяно-курдская сюита танцев | Arménie - Kurdistan  | Крынги                                    | 1937      |             |
| Армяно-курдская сюита танцев | Arménie - Kurdistan  | Пайлянчо                                  | 1937      |             |
| Армяно-курдская сюита танцев | Arménie - Kurdistan  | Шейхана                                   | 1937      |             |
| Армяно-курдская сюита танцев | Arménie - Kurdistan  | Яна-Яна                                   | 1937      |             |
| Армяно-курдская сюита танцев | Arménie - Kurdistan  | Лоркя                                     | 1937      |             |
| Армяно-курдская сюита танцев | Arménie - Kurdistan  | Ваграми                                   | 1937      |             |
| Армяно-курдская сюита танцев | Arménie - Kurdistan  | Хаса-Бараси                               | 1937      |             |
| Армяно-курдская сюита танцев | Arménie - Kurdistan  | Наро                                      | 1937      |             |
| Армяно-курдская сюита танцев | Arménie - Kurdistan  | Авуэ-Баши                                 | 1937      |             |
| Башкирский танец             | Bachkirie            | Семь красавиц                             | 1953      |             |
| Белорусские танцы            | Biélorussie          | Крыжачок                                  | 1937      |             |
| Белорусские танцы            | Biélorussie          | Лявониха                                  | 1937      |             |
| Белорусские танцы            | Biélorussie          | Бульба                                    | 1940      |             |
| Белорусские танцы            | Biélorussie          | Юрочка                                    | 1940      |             |
| Белорусские танцы            | Biélorussie          | Янка                                      | 1945      |             |
| Белорусские танцы            | Biélorussie          | Мама                                      | 1948      |             |
| Болгарские танцы             | Bulgarie             | Быстришка тройка                          | 1953      |             |
| Болгарские танцы             | Bulgarie             | Болгарский танец                          | 1965      |             |
| Бурятские танцы              | Bouriatie            | Цам                                       | 1950      |             |
| Венесуэльский танец          | Venezuela            | Хоропа                                    | 1983      |             |
| Венгерские танцы             | Hongrie              | Чардаш                                    |           |             |
| Венгерские танцы             | Hongrie              | Прощание                                  |           |             |
| Венгерские танцы             | Hongrie              | Девичий танец с бутылками на голове       | 1951-1952 |             |
| Венгерские танцы             | Hongrie              | Танец со шпорами                          |           |             |
| Венгерские танцы             | Hongrie              | Понтозоо                                  | 1953      |             |
| Вьетнамский танец            | Viêt Nam             | Танец с бамбуком                          | 1983      |             |
| Греческие танцы              | Grèce                | Сиртаки                                   | 1991      |             |
| Греческие танцы              | Grèce                | Танец девушек                             | 1991      |             |
| Греческие танцы              | Grèce                | Общий хоровод                             | 1991      |             |
| Греческие танцы              | Grèce                | Мужской танец четвёрками                  | 1991      |             |
| Греческие танцы              | Grèce                | Общий финальный танец                     | 1991      |             |
| Грузинский танец             | Géorgie              | Шалахо                                    | 1940-1941 |             |
| Грузинско-аджарские танцы    | Géorgie - Adjarie    | Картули                                   | 1937      |             |
| Грузинско-аджарские танцы    | Géorgie - Adjarie    | Хоруми                                    | 1937      |             |
| Гуцульские танцы             | Houtsoules           | Аркан                                     | 1948      |             |
| Гуцульские танцы             | Houtsoules           | Танец девушки и двух парней               |           |             |
| Египетский танец             | Égypte               |                                           | 1997      |             |
| Ирландский танец             | Irlande              | Молодость                                 |           |             |
| Испанские танцы              | Espagne              | Испанская баллада                         | 1983      |             |
| Испанские танцы              | Espagne              | Арагонская хота                           | 1963-1965 |             |
| Итальянский танец            | Italie               | Сицилианская тарантелла La karetta        |           |             |
| Казахский танец              | Kazakhstan           | Кок-пар                                   |           |             |
| Калмыцкий танец              | Kalmoukie            | Чичирдык                                  |           |             |
| Калмыцкий танец              | Kalmoukie            | Ишкымдык                                  |           |             |
| Китайские танцы              | Chine                | Танец с барабанами                        |           |             |
| Китайские танцы              | Chine                | Танец с лентами                           |           |             |
| Китайские танцы              | Chine                | Сан ча коу                                |           |             |
| Киргизские танцы             | Kirghizistan         | Юрта                                      |           |             |
| Киргизские танцы             | Kirghizistan         | Кыз кумай                                 |           |             |
| Киргизские танцы             | Kirghizistan         | Танец киргизских девушек                  |           |             |
| Корейский танец              | Coréens              | Трио                                      |           |             |
| Корейский танец              | Coréens              | Санчонга                                  |           |             |
| Латвийские танцы             | Lettonie             |                                           |           |             |
| Литовские танцы              | Lituanie             |                                           |           |             |
| Македонский женский танец    | Macédoniens          | Дзюрдевка                                 |           |             |
| Македонский женский танец    | Macédoniens          | Селянчица                                 |           |             |
| Македонский женский танец    | Macédoniens          | Клятва                                    |           |             |
| Марийский танец              | République des Maris |                                           |           |             |
| Мексиканская сюита           | Mexique              | Сапатео                                   |           |             |
| Мексиканская сюита           | Mexique              | Авалюлько                                 |           |             |
| Молдавские танцы             | Moldavie             | Жок улмаре. Сюита                         |           |             |
| Молдавские танцы             | Moldavie             | Хора                                      |           |             |
| Молдавские танцы             | Moldavie             | Чиокирлия                                 |           |             |
| Молдавские танцы             | Moldavie             | Жок                                       |           |             |
| Молдавские танцы             | Moldavie             | Молдавеняска                              |           |             |
| Молдавские танцы             | Moldavie             | Коаса                                     |           |             |
| Молдавские танцы             | Moldavie             | Ла спалат                                 |           |             |
| Молдавские танцы             | Moldavie             | Сфределуш                                 |           |             |
| Молдавские танцы             | Moldavie             | Молдаваночка                              |           |             |
| Молдавские танцы             | Moldavie             | Хитрый Макану. Сюита                      |           |             |
| Молдавские танцы             | Moldavie             | Танец парней                              |           |             |
| Молдавские танцы             | Moldavie             | Танец девушек                             |           |             |
| Молдавские танцы             | Moldavie             | Объяснение в любви                        |           |             |
| Молдавские танцы             | Moldavie             | Общий выход                               |           |             |
| Молдавские танцы             | Moldavie             | Сырба                                     |           |             |
| Молдавские танцы             | Moldavie             | Юла                                       |           |             |
| Молдавские танцы             | Moldavie             | Табакеряска                               |           |             |
| Монгольские танцы            | Mongolie             | Монгольские наездники                     |           |             |
| Монгольские танцы            | Mongolie             | Монгольская статуэтка                     |           |             |
| Монгольские танцы            | Mongolie             | Танец монгольских борцов                  |           |             |
| Нанайские танцы              | Nanaïs               | Фехтование на палках                      |           |             |
| Нанайские танцы              | Nanaïs               | Борьба двух малышей                       |           |             |
| Немецкий танец               | Allemagne            | Немецкий вальс                            | 1953      |             |
| Осетинский танец             | Ossètes              | Симп                                      |           |             |
| Польские танцы               | Pologne              | Полонез                                   |           |             |
| Польские танцы               | Pologne              | Трояк                                     |           |             |
| Польские танцы               | Pologne              | Оберек                                    |           |             |
| Польские танцы               | Pologne              | Краковяк                                  |           |             |
| Польские танцы               | Pologne              | Мазурка                                   |           |             |
| Польские танцы               | Pologne              | Полька-лабиринт                           |           |             |
| Румынские танцы              | Roumanie             | Бриул                                     |           |             |
| Румынские танцы              | Roumanie             | Мушамауа                                  |           |             |
| Румынские танцы              | Roumanie             | Оашский танец                             |           |             |
| Русские танцы                | Russie               | Полянка                                   |           |             |
| Русские танцы                | Russie               | Времена года. Сюита из двух танцев        |           |             |
| Русские танцы                | Russie               | Вензеля                                   |           |             |
| Русские танцы                | Russie               | Шестера. Уральский танец                  |           |             |
| Русские танцы                | Russie               | Задиристые частушки                       |           |             |
| Русские танцы                | Russie               | Русский перепляс                          |           |             |
| Русские танцы                | Russie               | Метелица                                  |           |             |
| Русские танцы                | Russie               | Яблочко                                   |           |             |
| Русские танцы                | Russie               | Лето                                      |           |             |
| Сербский танец               | Serbie               |                                           |           |             |
| Славянский танец             | Slaves               | Ночь на Лысой горе                        |           |             |
| Словацкий танец              | Slovaquie            | Словацкая полька                          |           |             |
| Таджикские танцы             | Tadjikistan          | Танец девушек                             |           |             |
| Таджикские танцы             | Tadjikistan          | Мужской воинственный танец с кинжалом     |           |             |
| Таджикские танцы             | Tadjikistan          | Танец с дойрой                            |           |             |
| Таджикские танцы             | Tadjikistan          | Памирский танец                           |           |             |
| Татарские танцы              | Tatars               | Танец казанских татар                     |           |             |
| Татарские танцы              | Tatars               | Танец крымских татар - Черноморочка       |           |             |
| Татарские танцы              | Tatars               | Татарочка                                 |           |             |
| Танцы США                    | États-Unis           | Сквер-данс                                |           |             |
| Танцы США                    | États-Unis           | Назад к обезьяне (Рок-н-ролл)             |           |             |
| Торгутский танец             | Haïti                |                                           |           |             |
| Узбекские танцы              | Ouzbékistan          | Пахта                                     |           |             |
| Узбекские танцы              | Ouzbékistan          | Танец с блюдом                            |           |             |
| Узбекские танцы              | Ouzbékistan          | Уйгурский танец «Сафаили»                 |           |             |
| Украинские танцы             | Ukraine              | Веснянки. Сюита                           |           |             |
| Украинские танцы             | Ukraine              | Прощание                                  |           |             |
| Украинские танцы             | Ukraine              | Гадание                                   |           |             |
| Украинские танцы             | Ukraine              | Большой танец                             |           |             |
| Украинские танцы             | Ukraine              | Каблучок                                  |           |             |
| Украинские танцы             | Ukraine              | Выход парубков                            |           |             |
| Украинские танцы             | Ukraine              | Возвращение                               |           |             |
| Украинские танцы             | Ukraine              | Встреча и величание                       |           |             |
| Украинские танцы             | Ukraine              | Гопак                                     |           | [ 21 ]      |
| Финский танец                | Finlande             | Комическая полька                         |           |             |
| Финский танец                | Finlande             | Финская полька                            |           |             |
| Цыганский танец              | Tsiganes             | Танец Бессарабских цыган                  |           |             |
| Чешский танец                | Tchéquie             | Чешская полька                            |           |             |
| Чувашский танец              | Tchouvachie          |                                           |           |             |
| Эстонские танцы              | Estonie              | Эстонская полька через ножку              |           |             |
| Эстонские танцы              | Estonie              | Хиу-вальс. Эстонская сюита из трёх танцев |           |             |
| Югославские танцы            | Yougoslavie          | Сербиянка                                 |           |             |
| Югославские танцы            | Yougoslavie          | Кукунешти                                 |           |             |
| Якутский танец               | Iakoutie             | Добрый охотник                            |           |             |